# 日和山灯台
日和山灯台（ひよりやまとうだい）は、北海道小樽市祝津の高島岬にある中型灯台。北海道では納沙布岬灯台に次いで2番目に初点灯された。

## 歴史
- 1883年（明治16年）、白色の木造六角形の灯台として建設される。
- 1911年（明治44年）、霧信号所が併設。
- 1953年（昭和28年）、現在のコンクリート造に改築。
- 1968年（昭和43年）、赤白の横帯線が塗られる。
- 1985年（昭和60年）、有人灯台が無人化
- 1986年（昭和61年）、第一回改修工事
- 2010年（平成22年）3月31日 - 霧信号所が閉鎖[1]される。
- 2019年（令和元年) 5月、日本遺産に追加認定
- 2019年（令和元年）11月、第二回改修工事[2]

## 付属施設
- 霧信号所（ダイヤフラムホーン：毎30秒に1回吹鳴）

## 交通
- JR小樽駅より北海道中央バス（おたもい営業所）おたる水族館行き乗車。終点下車徒歩10分。

## その他
- 映画「喜びも悲しみも幾歳月」ではラストシーンに登場した。

## 周辺情報
- おたる水族館
- 小樽運河
- 小樽市総合博物館

## 関連事項
- 霧信号所
- 喜びも悲しみも幾歳月
- 小樽市